# Андреевка (Любинский район)
Андреевка — деревня в Любинском районе Омской области. В составе Боголюбовского сельского поселения.

## История
Основана в 1909 г. В 1928 г. посёлок Андреевка состоял из 86 хозяйств, основное население — русские. В составе Боголюбовского сельсовета Любинского района Омского округа Сибирского края.

## Население
| 2010 |
| ---- |
| 78   |